# Гамбург-Кляйнер Грасброк
Кляйнер Грасброк (нім. Kleiner Grasbrook) — частина району Гамбург-Центр вільного та ганзейського міста Гамбург. В цей час він складається майже виключно з об'єктів гамбургського порту.